# هوگو فرگونسه
هوگو فرگونسه (اسپانیایی: Hugo Fregonese‎؛ ۸ آوریل ۱۹۰۸ – ۱۱ ژانویه ۱۹۸۷) یک کارگردان، دستیار کارگردان، تدوین‌گر و فیلم‌نامه‌نویس اهل آرژانتین بود. وی هم‌زمان در آرژانتین و هالیوود، لس‌آنجلس فعالیت می‌کرد. فیلم مارکو پولو و جایی برای مردن پیدا کن از جمله آثار او است. وی با هنرپیشگان برجسته‌ای از هالیوود مانند گری کوپر، باربارا استانویک، آنتونی کوئین، ادوارد جی. رابینسون و جوئل مک‌کری کار کرده است.